# Bjarte Flem
Bjarte Flem (Flemsøy, 30 marzo 1958) è un ex calciatore norvegese, di ruolo portiere.

## Carriera

### Club
Flem vestì le maglie di Norøy e Aalesund, prima di passare al Lillestrøm. Dopo due stagioni in squadra, si accordò con il Tromsø, per cui giocò 109 incontri di campionato. Nel 1990, vestì la maglia del Fyllingen.